# Alfons Gorbach
Alfons Gorbach (2. září 1898, Imst – 31. července 1972, Graz) byl rakouský křesťanskodemokratický politik, představitel Rakouské lidové strany (Österreichische Volkspartei - ÖVP). Byl kancléřem Rakouska v letech 1961–1964. V letech 1945–1953 a 1956–1961 byl předsedou rakouského parlamentu (Nationalrat). Pa anšlusu byl nacisty vězněn v koncentračních táborech Dachau a Flossenbürg.